# Тайра, Кодзи
Кодзи Тайра (яп. 平浩二, родился 12 января 1983 в Нагасаки) — японский регбист, центр команды «Сантори Санголиат», в прошлом игрок сборной Японии.